# 16:e världsjamboreen
Den 16:e världsjamboreen hölls i Sydney i Australien. Öppningsceremonin hölls på midnatt den 31 december 1987. De 16 000 scouterna kom från fler än 80 länder och bodde i en specialkonstruerad tältstad strax utanför Sydney. Jamboreen var den första i ordningen att hållas på det Södra halvklotet, och hade temat Bringing the World Together.